# (1978) Patrice
(1978) Patrice (1971 LD) – planetoida z pasa głównego asteroid okrążająca Słońce w ciągu 3,25 lat w średniej odległości 2,19 j.a. Odkryta 13 czerwca 1971 roku.